# Старкув (Любуське воєводство)
Старкув (пол. Starków) — село в Польщі, у гміні Жепін Слубицького повіту Любуського воєводства.
Населення — 179 осіб (2011).
У 1975-1998 роках село належало до Гожовського воєводства.

## Демографія
Демографічна структура станом на 31 березня 2011 року:
|          | Загалом | Допрацездатний вік | Працездатний вік | Постпрацездатний вік |
| -------- | ------- | ------------------ | ---------------- | -------------------- |
| Чоловіки | 91      | 26                 | 59               | 6                    |
| Жінки    | 88      | 26                 | 51               | 11                   |
| Разом    | 179     | 52                 | 110              | 17                   |